# Magari muori
Magari muori è un singolo della cantautrice italiana Romina Falconi, pubblicato il 31 maggio 2019 dall'etichetta Freak & Chic con distribuzione Artist First.
Il brano è stato realizzato in collaborazione con la Taffo Funeral Services, agenzia di pompe funebri divenuta celebre per la comunicazione ironica e satirica utilizzata sui social media. Magari muori affronta questioni di attualità politica e utilizza metafore sull'argomento tabù della morte, servendosi di una base musicale di stampo elettropop e reggaeton.
Scritto da Romina Falconi, il brano è stato prodotto da Stefano Maggiore insieme a Marco Zangirolami, e vede la partecipazione di Renzo Di Falco. Magari muori è stato presentato in anteprima durante i Diversity Media Awards, tenutisi il 28 maggio 2019 all'Alcatraz di Milano.
Il brano è anche la colonna sonora della docuserie di Real Time Questa cassa non è un albergo dove famiglia Taffo racconta la sua macabra attività.

## Tracce
Download digitale
1. Magari muori – 3:32

## Classifiche
| Classifica (2019)     | Posizione massima |
| --------------------- | ----------------- |
| Italia (indipendenti) | 13                |